# 1113年
| 千纪： | 2千纪 |
| 世纪： | 11世纪 \| 12世纪 \| 13世纪                                                                                       |
| 年代： | 1080年代 \| 1090年代 \| 1100年代 \| 1110年代 \| 1120年代 \| 1130年代 \| 1140年代                                 |
| 年份： | 1108年 \| 1109年 \| 1110年 \| 1111年 \| 1112年 \| 1113年 \| 1114年 \| 1115年 \| 1116年 \| 1117年 \| 1118年       |
| 纪年： | 癸巳年（蛇年）；辽天庆三年；北宋政和三年；西夏貞觀十三年；大理文治四年；越南會祥大慶四年；日本天永四年，永久元年 |

## 大事记
- 蔡京發明鹽引法，鹽商必須向朝廷支付費用以取得鹽引，始可以合法販售食鹽，沿用至清朝。
- 宋徽宗設秀州華亭市舶司（今上海松江）。
- 弗拉基米爾·莫諾馬赫繼任基輔羅斯大公。
- 天主教皇Paschal二世承认圣约翰团体的称号（Formation of Order），并立法保护该团体。

## 逝世
- 亚洲
  - 金康宗乌雅束